# Берзон, Виталий Эммануилович
Виталий Эммануилович Берзон (9 апреля 1945) — пианист. Заслуженный артист РСФСР (1985).

## Биография
Виталий Эммануилович Берзон родился в семье военного инженера в г. Йошкар-Оле. В 1945 г. семья переехала в г. Ленинград (Санкт-Петербург), где Виталий начал обучаться музыке с 4-х летнего возраста, а в 5 лет поступил в специальную музыкальную школу-десятилетку при Ленинградской консерватории в класс С. М. Хентовой, педагога и музыковеда, а в дальнейшем профессора Ленинградской консерватории. В. Берзон оставался учеником С. М. Хентовой на протяжении длительного времени учёбы, включая и консерваторию, где сформировался как пианист концертно-виртуозного стиля. Значительные успехи пришли в 16-17 лет, и на него стали обращать внимание.
В 1965 году В. Берзон, студент 3-го курса Ленинградской консерватории, становится лауреатом Всероссийского конкурса музыкантов-исполнителей, разделив 1-е место с талантливыми пианистами: Г. Соколовым и М. Богуславским.
В 1967 году, поступив в аспирантуру в класс профессора С. И. Савшинского, В. Берзон принимает участие в Международном конкурсе пианистов имени М. Лонг и Ж. Тибо в Париже, где становится обладателем 5-й премии и 1-й специальной за исполнение произведения современного композитора. Уже были намечены зарубежные концерты пианиста, но, внезапно, по решению властей и необъяснимым причинам, молодой музыкант был лишён возможности выезда за границу. Запрет на выезд длился 22 года…
После смерти С. И. Савшинского в 1968 году, пианист продолжает обучение сначала у П. А. Серебрякова, а затем у профессора В. В. Нильсена, в классе которого и заканчивает аспирантуру.

## Творчество
Яркий темперамент, великолепный слух, превосходная техника, тонкий лиризм — вот характерные черты молодого пианиста, проявившиеся к моменту окончания консерватории. Часто исполняемые им композиторы: Ф. Лист, Ф. Шопен, Л. Бетховен, Р. Шуман, Д. Скарлатти, И. С. Бах. Именно трактовки произведений Листа, по мнению критиков, принадлежат к наиболее интересным страницам исполнительской биографии артиста; величие листовского духа, красочность звучания регистров, бравурность, оркестровые эффекты очень близки пианисту по его мощным физическим возможностям и эмоциональному настрою.
Исполнительская деятельность В. Берзона начинается в составе солистов Ленконцерта. Репертуар его сольных программ весьма обширный — от музыки старых мастеров до новейших произведений современных композиторов. Темпераментная игра пианиста, отточенная техника, безупречное чувство стиля, ясность и выстроенность формы произведения в сочетании с искренностью, завоевывают любовь ленинградской публики, да и не только ленинградской: музыкант с большим успехом концертирует по городам и республикам Советского Союза.
В марте 1985 года пианист получает звание заслуженного артиста РСФСР.
С 1985—1989 гг. В. Берзон преподаёт в Ленинградской консерватории им. Н. А. Римского-Корсакова. С 1991—1995 гг. В. Берзон преподаёт в музыкальной Академии им. Я. Сибелиуса (Финляндия). В 1995 году В. Берзон приглашён на должность профессора Высшей музыкальной школы г. Фрайбурга (Германия).
Пианист успешно совмещает педагогическую деятельность с насыщенной концертной: много и с большим успехом играет по городам Германии, Франции, Голландии, Италии, Чехии, Словакии, Финляндии, Норвегии, Швеции, на Тайване, записываясь на радио и телевидении с известными музыкальными коллективами и дирижёрами, такими как: Юрий Темирканов, Арвид Янсонс, Марис Янсонс, Иван Фишер, Петер Феранец, Сильвен Камбрелен, Ханс Цендер, Александр Дмитриев, с которыми делает записи концертов Баха, Моцарта, Бетховена, Шумана, Брамса, Шопена, Грига, Рахманинова.
Выступает одновременно в качестве солиста и дирижёра с Ленинградским камерным оркестром, а также с оркестром «Camerata Würzburg» (Германия), неоднократно принимает участие в фестивале «Пражская весна» (Чехия).
В профессиональных студиях и концертных залах В. Берзон записывает на компакт-диски сонаты Бетховена, Моцарта, Листа, Прокофьева, произведения Шопена, Шумана, Брамса, Равеля, Дебюсси, Мусоргского.
Большое мастерство, глубина драматизма (особенно в Интермеццо Брамса), и искренность записей музыканта не могут не вдохновлять пианистов; особенно его учеников и любителей музыки. «Бурные овации сорвал на своём концерте русский пианист В. Берзон. Публика услышала виртуоза лучших русских пианистических традиций, который своей неслыханной жизненной энергией взорвал акустику зала…Игра Берзона захватывает с первого же звука… Такому виртуозу, как Берзон, подвластно всё, что возможно… Берзон — это открытие!» (Aachener Volkszeitung, 19.11.1990).
«В. Берзон великолепно играет Прокофьева…он блещет и восторгает свою аудиторию… У Берзона слышно, как стальные колоссы угрожающе поднимаются из глубин. Земля стонет… 6-я соната — целый космос чувств. Берзон — глубоко чувствующий пианист. Он не боится открытости,
он исповедуется, когда играет Фантазию Шумана» (DIE RHEINPFALZ, №. 203, 1994).

## Педагогическая деятельность
На протяжении всей своей жизни В. Берзон занимается педагогической деятельностью и делает это талантливо. Он никогда не навязывает, а направляет, советует, показывает, не подавляя творческой инициативы ученика. Его можно было бы причислить к последователям знаменитой школы профессора Л. В. Николаева, настолько похожи их принципы и подход к процессу обучения, основывающийся на том, что искреннее приобщение к музыке рождает артистическое вдохновение, и как важно воспитывать бережное и честное отношение музыканта к своей профессии.
Ученики В. Берзона, уже сами ставшие профессорами, преподают в высших музыкальных заведениях Швеции, Франции, Финляндии, на Тайване. Среди его бывших учеников есть и профессора Петербургской консерватории.
В настоящий момент В. Берзон живёт в Германии, даёт мастер-классы, на которые приезжают не только молодые таланты, но и уже закончившие консерваторию ученики.

## Награды
- Заслуженный артист РСФСР (март 1985 год).
- 1-я премия Всероссийского конкурса музыкантов-исполнителей (1965 год).
- 5-я премия и 1-я специальная премия Международного конкурса имени М Лонг и Ж. Тибо (Париж, 1967 г).

## Дискография
Сольные альбомы
- 1981 — « К.Дебюсси — Сюита „Детский уголок“, Б. Барток — Сюита, Г.Банщиков — Соната № 3 (Виталий Берзон, фортепиано)» («Мелодия» С 10-16813005)
- 1988 — «Ф.Шопен — 12 этюдов, Andante spianato и большой блестящий полонез, Соната № 2 (Виталий Берзон, фортепиано)» («Мелодия» С 1027615007, С 1027617001)
- 1999 — «Рахманинов концерт № 3 ре-минор (А.Дмитриев, В. Берзон, фортепиано)» («CD Holland»)

## Фильмография
1968 — «Играет Виталий Берзон» (фортепиано) — фильм-концерт Ленинградского телевидения (документальный)